# Antonio Pagani
Antonio Pagani (Venecia, 1526-Vicenza, 4 de enero de 1589), de nombre secular Marco Pagani, fue un fraile franciscano italiano, fundador de la Compañía de Hermanos de la Santa Cruz y de la Compañía de las Abandonadas de la Virgen. Es considerado venerable en la Iglesia católica.

## Biografía
Marco Pagani nació en Venecia en 1526. A los diecinueve años se graduó en derecho civil y canónico en la Universidad de Padua. Su primer trabajo lo desempeñó como abogado en la Nunciatura apostólica de la República de Venecia. A pesar de la prominente carrera, abandonó todo para ingresar a la Orden de los Clérigos Regulares de San Pablo (barnabitas), donde fue ordenado sacerdote, el 20 de diciembre de 1550. En 1558 pidió el cambio de orden religiosa, para ingresar a la Orden de Frailes Menores. Hizo su noviciado en Udine, tomando el nombre de Antonio. al finalizar fue destinado a la formación de los religiosos en derecho canónico y a la predicación. Compiló numerosas obras espirituales franciscanas.
Como teólogo de la Orden, Antonio Pagani tomó parte en el Concilio de Trento. Gracias a sus sermones sobre la reforma de la Iglesia, consiguió el aprecio del obispo de Vicenza, Matteo Priuli, quien pidió a los franciscanos le trasladaran al convento de vicenza, convirtiéndose en un instrumento para la reforma de la diócesis. En dicha diócesis, Pagani desarrolló un plan de reforma que pretendía implementar las directrices del concilio. En ese mismo espíritu reformador revitalizó el Oratorio de San Jerónimo y fundó Compañía de Hermanos de la Santa Cruz (1576) y la Compañía de las Abandonadas (1579). Agregó ambas congregaciones a la Tercera Orden de San Francisco.
Antonio Pagani pasó los últimos años de su vida ejerciendo el apostolado de la predicación, alternado con largos periodos de vida eremita. Escribió numerosas obras de ascética y mística. Murió el 4 de enero de 1589, a causa de una crisis asmática, en el convento de San Biaggio en Vicenza. Su cuerpo reposa en el convento de San Pancracio.

## Culto
Antonio Pagani murió con fama de santidad, razón por la cual se ha introducido, desde 1615, el proceso informativo en pro de su beatificación. El proceso apostólico fue clausurado en 1877.El 22 de abril de 2023 el Papa Francisco autorizó el decreto sobre sus virtudes heroicas y pasó a ser venerable.